# Knoblauchhaus
Il Knoblauchhaus (letteralmente: "Casa Knoblauch" – dal nome della famiglia che lo fece costruire e ne fu proprietaria per molti anni) è un edificio storico di Berlino, sito nel quartiere del Nikolaiviertel.
È posto sotto tutela monumentale (Denkmalschutz).

## Storia
L'edificio venne costruito dal 1759 al 1760 come dimora della famiglia Knoblauch, trasferitasi pochi anni prima da Eberswalde a Berlino.
Originariamente in stile barocco, venne trasformato nel primo Ottocento assumendo in parte forme neoclassiche.
Con il progressivo aumento d'importanza sociale della famiglia Knoblauch, il palazzo venne visitato spesso da importanti personalità politiche e culturali, rappresentando un centro importante della vita cittadina.
Il palazzo – fra i pochi nella zona – sopravvisse alle distruzioni della seconda guerra mondiale, e rimase per alcuni decenni in stato di semi-abbandono; negli anni ottanta del XX secolo, con la ricostruzione del Nikolaiviertel, venne fedelmente restaurato e reinserito in un ambiente storico ricostruito.
Dal 1989 il Knoblauchhaus è adibito a museo (dal 1995 parte dei Musei civici berlinesi): esso ospita una mostra permanente sulla vita borghese a Berlino nel periodo Biedermeier.

## Caratteristiche
Il palazzo, a pianta quadrangolare irregolare, è posto fra la Poststraße e la strada Am Nikolaikirchplatz, a fianco della chiesa di San Nicola.
La facciata principale, posta in fregio alla Poststraße, ha forma convessa ed è ornata da un fregio a spirali in stile neoclassico. Essa conta sette campate, disposte simmetricamente intorno all'ingresso centrale.
L'edificio conta tre piani fuori terra più una mansarda.